# 唐·吉訶德子女
唐·吉訶德子女（Les enfants de Don Quichotte）是一個法國民間組織，創於2006年11月16日。此組織的目的為「支持並保衛一切旨在對抗對人類與社會福祉之侵擾的行動」。

## 2006/7年的冬天
為了喚起公眾對居住、工作與就醫條件惡劣者、患心理疾病者及無家可歸者的重視，唐·吉訶德子女於2006年12月15至16號晚間在巴黎南郊的Saint-Martin運河邊坡上搭了約200頂帳篷。該組織也欲藉此行動在政治、媒體與社群生活場域創造能見度。該組織也設立了網站，並置上《Saint-Martin運河憲章》，該憲章簽署於2006年12月25日。
自2007年一月起，唐·吉訶德子女也在巴黎的Jemmapes堤岸與Valmy堤岸為無家可歸者搭起上百頂帳篷，其中包含數十名認可該組織信念的志願者。由1月2日起，在南特、里爾、格勒諾布爾、土魯斯與波爾多等城市都發起了類似的運動。
唐·吉訶德子女很快就得到許多政治人物的支持，其中包含Bertrand Delanoë、Christine Boutin、François Bayrou、François Hollande；演員Jean Rocherfort也是支持者之一。
政府在一月的第一週公佈了住房抗告權法案的計畫。在1月17日，部長會議檢視了法案計畫。但Jemmapes堤岸的帳篷依然存在……
2007年3月5日的2007-290號法案建立了住房抗告權，其它措施則公佈於5月6日的官方文告2007。從此法國成為歐洲第二個擁有住房抗告權的國家。然而此法案並未提供利於興建或徵調住房的手段，也未對可能的受益者提供社會支持。許多人認為這只能稍微減少無家可歸或居住條件惡劣者的人數。

## 照片集

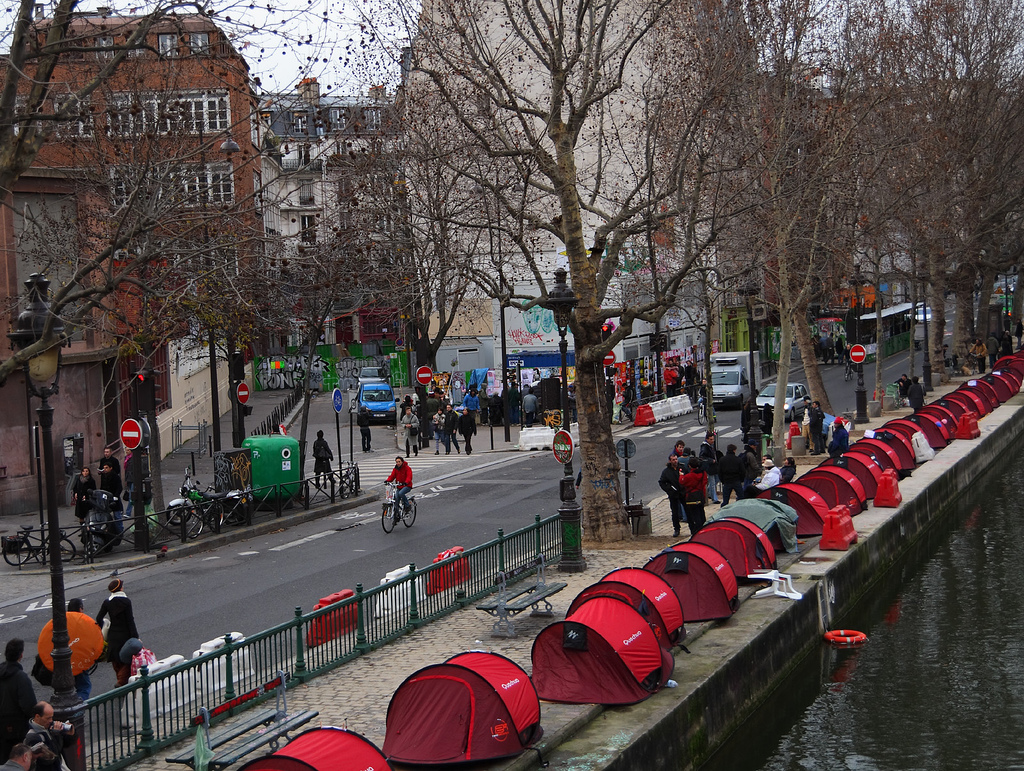
在巴黎：Saint-Martin 運河
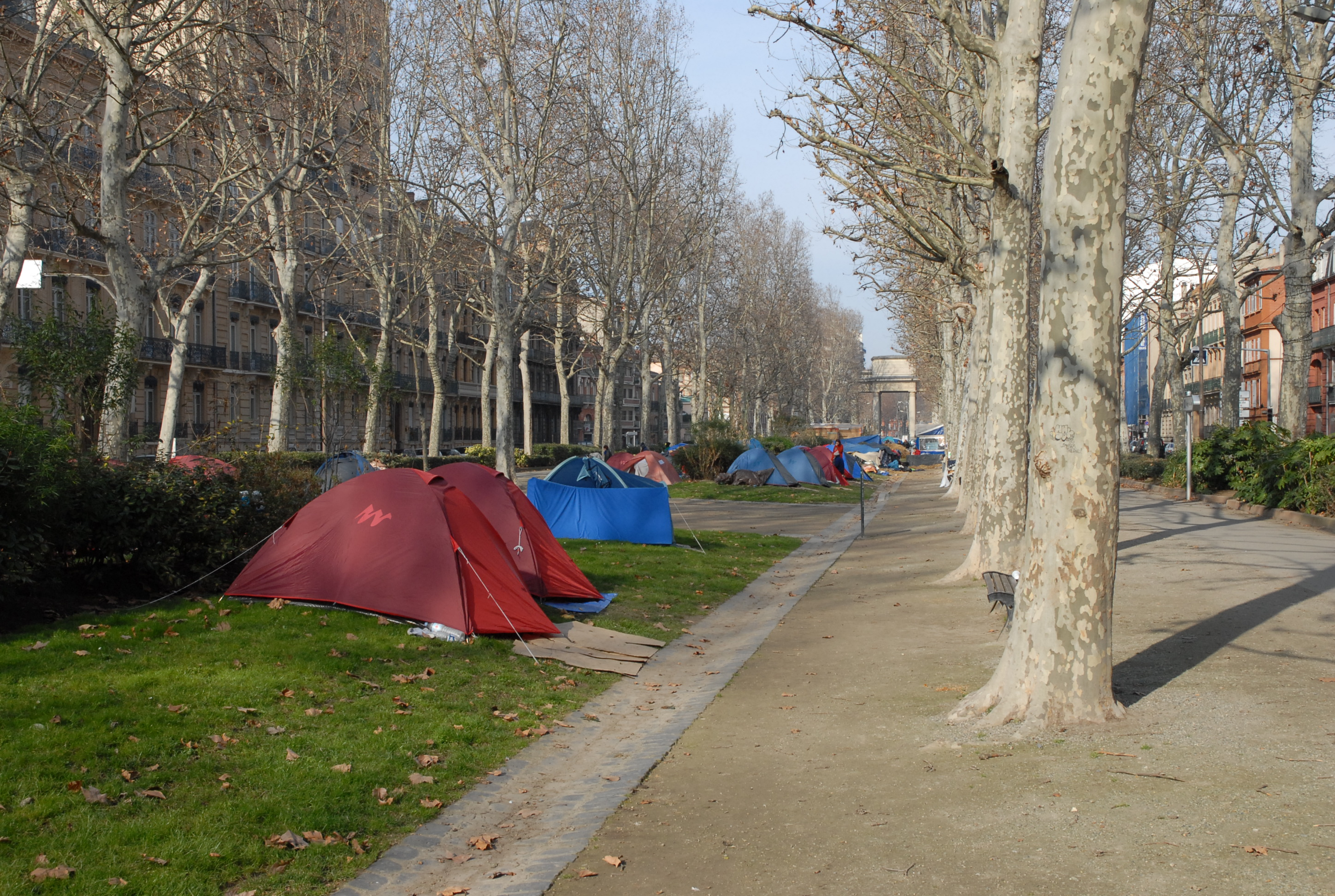
在土魯斯（攝於2007年2月）
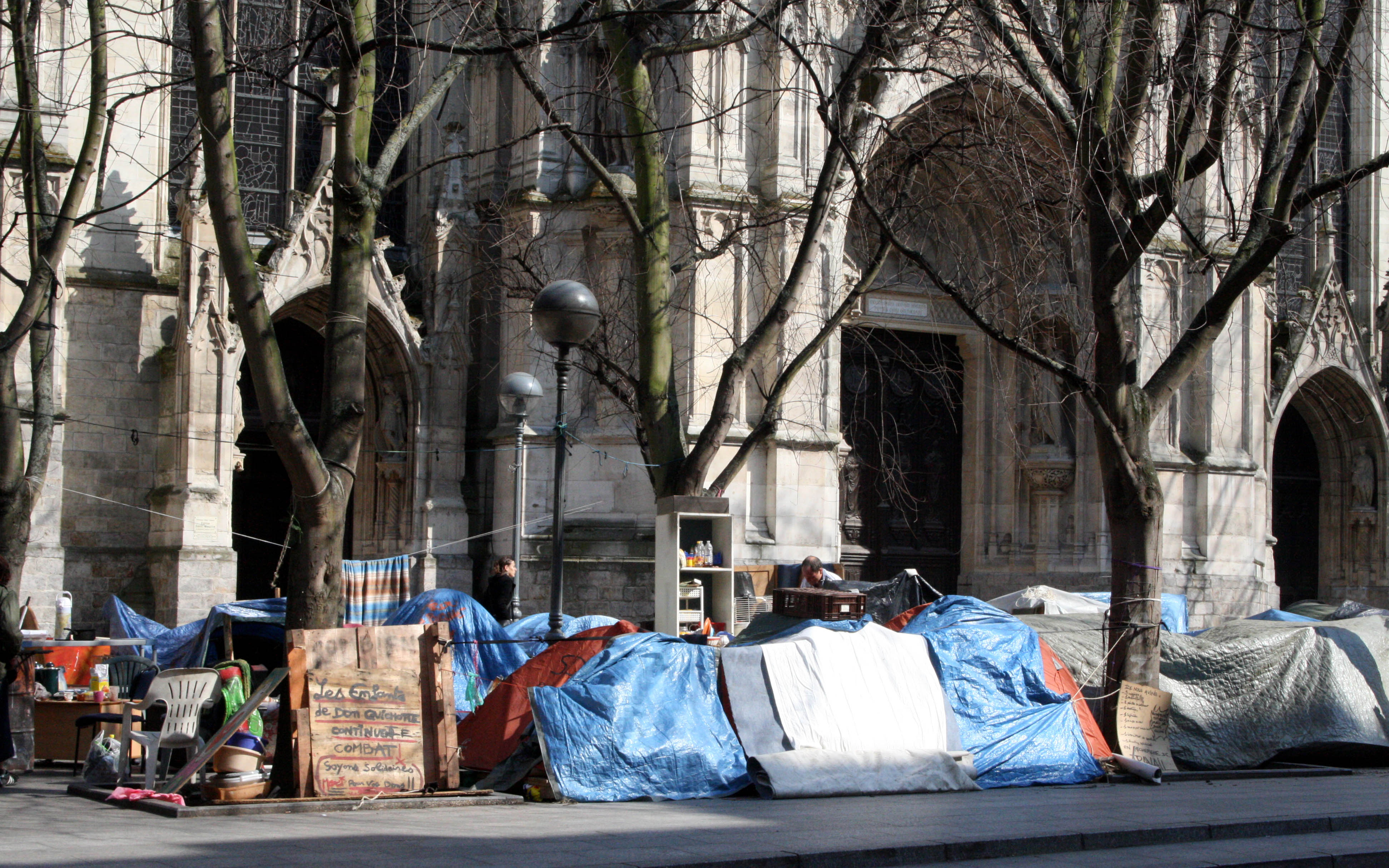
在里爾（攝於2007年3月）